# Champagny-en-Vanoise
Champagny-en-Vanoise è un comune francese di 705 abitanti situato nel dipartimento della Savoia della regione del Rodano-Alpi.

## Società

### Evoluzione demografica
Abitanti censiti